# (818) Kapteynia
(818) Kapteynia est un astéroïde de la ceinture principale découvert le 21 février 1916 par l'astronome allemand Max Wolf.
Sa désignation provisoire était 1916 YZ.